# Lyngvig Fyr
Lyngvig Fyr eller Nr. Lyngvig Fyr er et fyrtårn på Holmsland Klit mellem Søndervig og Hvide Sande.
Fyret opførtes i 1906 efter tegning af Aage V. Petersen. Det 36 m høje tårn står på en 17 m høj klit og flammehøjden er derfor 53 m.
Fyrtypen er anduvningsfyr.
Fyrkarakteren er: Roterende hvidt blink hvert 5. sekund.
Der er 159 trin til udsigtsbalkonen.
Fyret drives af Ringkøbing-Skjern Museum.
Oprindelig blev fyret drevet af en fyrmester, en fyrpasser og en fyrassistent, som boede i hver sin lejlighed i fyrmesterboligen med deres respektive familier. Som et lille, isoleret samfund var familierne var selvforsynende; de dyrkede hver deres kålgård og gik på jagt og fiskede. Indtil 1965, hvor den sidste fyrmester gik på pension og fyret blev automatiseret, tog den daglige drift meget tid - bl.a. med optrækning af linsens urværk, pudsning af fyrets vinduer (som hurtigt blev snavsede af salt) og vedligehold af lampen.
Få hundrede m øst for fyret findes bebyggelsen Nørre Lyngvig og 1 km mod sydøst findes Lyngvig Kirke.

## Galleri
- Fyrets spiraltrappe nedefra
- spiraltrappen ovenfra
- Nærbillede af linsen
- Fyr og omgivelser set fra vest
- For foden af trappen op ad klitten
- Nærbillede
- Udsigt fra fyret over klitrækken ud mod Vesterhavet
- Udsigt fra fyret i retning af Nr. Lyngvig